# Marginale efficiëntie van kapitaal
De marginale efficiëntie van kapitaal (Engels: marginal efficiency of capital) is de discontovoet, die de prijs van een eenheid vaste kapitaal-activa gelijk maakt aan de huidige contante waarde van de verwachte inkomsten.
De term "marginale efficiëntie van kapitaal" werd geïntroduceerd door John Maynard Keynes in zijn General Theory en door hem gedefinieerd als "de discontovoet die de contante waarde van een reeks van annuïteiten, die wordt gegeven door het verwachte rendement van het kapitaalgoed tijdens zijn leven, precies gelijk maakt aan haar aanbodsprijs."

## Voetnoten
1. ↑   Keynes, John Maynard; The General Theory of Employment, Interest, and Money (1936), blz. 135